# Hope Ekudu
Hope Ekudu (née en 1985) est une statisticienne, directrice de banque et administratrice d'entreprise ougandaise. Elle est directrice de l'exploitation de la banque DFCU (en) d'août 2020 à avril 2023. Avant cela, elle est responsable de la banque de détail à la Housing Finance Bank (en), à compter d'août 2015.

## Enfance et formation
Hope Ekudu est née vers 1985, de Grace Adoku et du pasteur John Ekudu-Adoku, ministre chrétien et ancien doyen des étudiants de l'université Makerere, la plus grande et la plus ancienne université publique d'Ouganda. Elle est la dernière-née d'une famille de quatre frères et sœurs ; Paul, Charity, Faith et Hope.
Elle est admise à l'université Makerere, où elle obtient un bachelor en statistique en 2006. Elle fréquente ensuite l'université Heriot-Watt, à Édimbourg, en Écosse, où elle obtient une maîtrise en administration des affaires, en 2011.
Elle passe également un an à suivre une formation organisée par le CEO Club Uganda et l'université Strathmore, pour la préparer au rôle de directrice générale à l'avenir. Ekudu fait partie de la classe pionnière de 30 étudiants qui suivent le cours d'un an en 2013.

## Carrière
En 2010, elle est embauchée par la Barclays Bank of Uganda (en), en tant que chef de l'équipe chargée du traitement des paiements et des services internationaux, notamment les transactions Society for Worldwide Interbank Financial Telecommunication (SWIFT), Règlement brut en temps réel (RTGS) et Transfert électronique de fonds (EFT). Après deux ans à ce poste, elle est promue responsable des paiements dans la même banque, occupant ce poste jusqu'en 2014.
En juillet 2014, Ekudu est embauchée par Housing Finance Bank, une banque commerciale spécialisée dans les prêts hypothécaires. Elle occupe divers postes chez HFB, notamment ceux de directrice générale des opérations, de directrice générale des services bancaires de détail et de directrice générale des opérations et des technologies commerciales.
Elle est directrice de l'exploitation de la banque DFCU (en) d'août 2020 à avril 2023. Avant cela, elle est responsable de la banque de détail à la Housing Finance Bank (en), à compter d'août 2015,.

## Autres considérations
Hope Eduku est l'un des onze cadres supérieurs de HFB, qui relèvent directement du directeur général et du président-directeur général de la banque.